# El Liberal (Colombia)
El Liberal fue un periódico colombiano publicado entre 1911 y 1951.

## Historia

### La fundación (1911-1917)

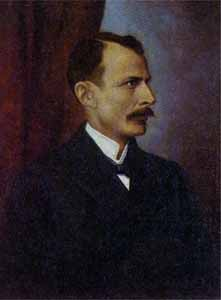
El general Rafael Uribe Uribe

Fundado por el general liberal Rafael Uribe Uribe en 1911, el historiador y diplomático Laureano García Ortiz lo dirigió hasta el año de 1917. Nace a la vida poco después del fin de la Guerra de los Mil días, momento en el cual el general Rafael Uribe Uribe decide crear un periódico de ideología liberal:
“(…) he resuelto de acuerdo con un grupo de amigos escritores, fundar EL LIBERAL, apenas terminen las sesiones del Congreso, o quizá antes, en cuanto sepamos con fijeza el terreno que hemos de pisar. Como su nombre lo indica, EL LIBERAL aspira a ser vocero de toda nuestra comunidad política, propendiendo por su unión y reorganización, abogando en defensa de los copartidarios que hayan sido o sean víctimas de atropellos por parte de las autoridades, y procurando que, si alguna carta se nos permite jugarla en el futuro debate electoral, tenga ella todo el valor que le den el respaldarla el partido en masa y el tirarla con acierto y oportunidad (…)”
La primera edición, en abril de 1911, el diario del general Uribe Uribe decía:
“Este diario se funda para defender las libertades públicas, propagar las ideas y fomentar el progreso nacional. El propósito de EL LIBERAL es suministrar en el menor espacio posible y con el menor costo posible, la mayor cantidad de lectura útil, con utilidad general y permanente, a reserva de ir aumentando las páginas a cada número, y más tarde su tamaño sin gravar proporcionalmente las condiciones de abono.”
Colaboraron en la primera edición del diario hombres de letras como Carlos Adolfo Urueta, Gabriel Salazar, Victoriano Vélez y Ramón Rosales. 

### El renacimiento (1934-1935)

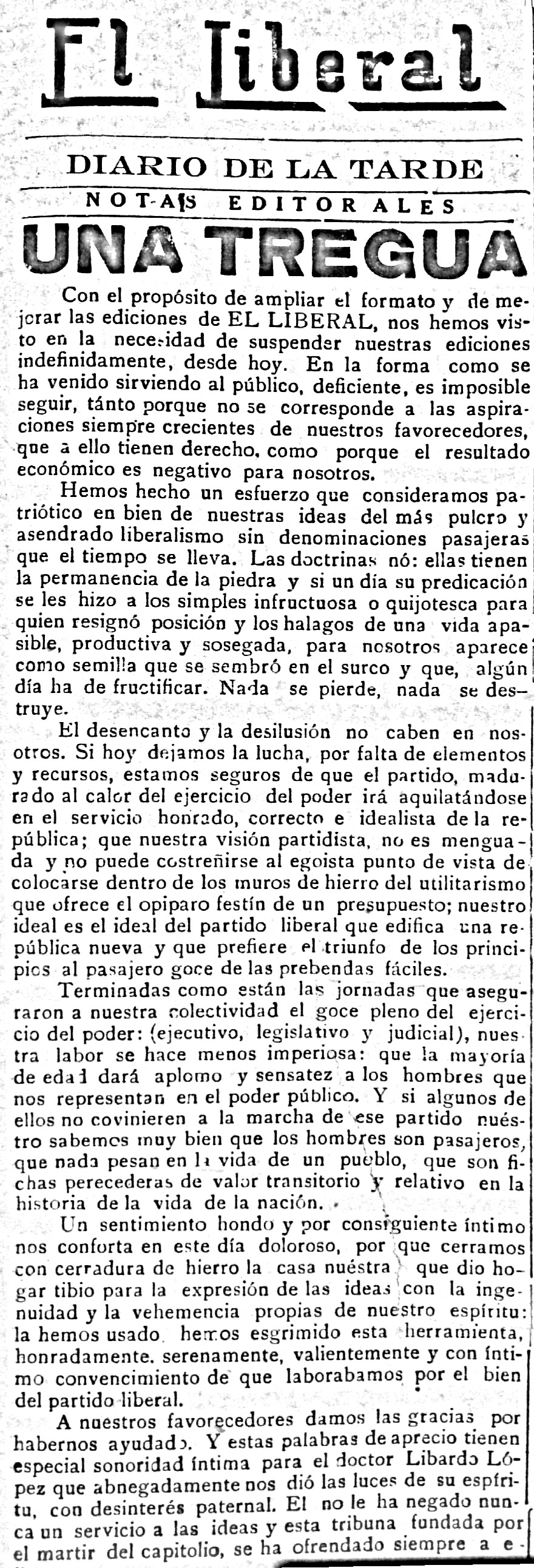
Última editorial de la segunda época.

El 27 de noviembre de 1934 se reinicia la numeración de El Liberal, esta vez bajo la dirección del periodista Ignacio Cano López de Mesa, en medio de la fuerte lucha bipartidista de la década de los treinta. 
En su primer editorial se lee:
“EL LIBERAL viene a la vida con el propósito de colaborar modestamente en la obra a emprenderse, dejando a un lado antiguos rencores sin fundamento y rivalidades de corrillo; con franqueza, con lealtad, casi con rudeza (…). Como liberales, defenderemos los actos de los hombres liberales siempre que esos actos no sean lesivos para el prestigio siempre enhiesto del partido (…)”
En la segunda edición se incorporaron varias secciones novedosas como, reportajes, crónicas, una columna femenina, comentarios de política y economía, información nacional e internacional, indicadores económicos y notas sociales. 
Colaboraron en esta empresa personajes como Antonio Ruíz, Carlos Arango Vélez, Jaime Becerra y Gabriel Arango Mejía. 
La última editorial del 22 de junio de 1935 se titulaba: 
“UNA TREGUA: Un sentimiento hondo y por consiguiente íntimo nos conforta en este día doloroso, porque cerramos con cerradura de hierro la casa nuestra que dio hogar tibio para la expresión de las ideas con la ingenuidad y la vehemencia propias de nuestro espíritu: (…) hemos esgrimido esta herramienta, honradamente, serenamente y con valentía, con el íntimo convencimiento de que laboramos por el bien del partido liberal”.

### La última etapa (1938-1951)
El diario comienza esta etapa final bajo la dirección del expresidente liberal Alberto Lleras Camargo, y en la subdirección, Hernando Téllez. En esta época, grandes del periodismo nacional colaboran con la redacción de El Liberal, entre sus filas se cuenta a Eduardo Zalamea Borda, jefe de redacción, y Enrique Gómez Latorre, administrador. 
Años más tarde, asume la dirección Alberto Galindo, Carlos Restrepo Piedrahíta y Hugo Latorre Cabal. En aquel entonces colaboraron los señores Indalecio Liévano, Darío Bautista, Gerardo Molina, Eduardo Carranza, Luis Eduardo Nieto Arteta, Santiago Muñoz, Miguel Lleras, Humberto Castro, Álvaro Pachón de la Torre, Arturo Galvis Ortiz y Enrique Luis Cotes Bernier, entre otros. 
El último ejemplar circuló el 4 de diciembre de 1951.